# Пирин (село, Болгария)
Пирин (болг. Пирин) — село в Благоевградской области Болгарии. Входит в состав общины Сандански. Находится примерно в 24 км к востоку от центра города Сандански и примерно в 66 км к юго-востоку от центра города Благоевград. По данным переписи населения 2011 года, в селе проживал 191 человек, преобладающая национальность — болгары.
В 1978 году в селе основан фольклорный ансамбль «Сёстры Бисеровы».

## Население
| Год     | 1934 | 1946 | 1956 | 1965 | 1975 | 1985 | 1992 | 2001 | 2011 |
| ------- | ---- | ---- | ---- | ---- | ---- | ---- | ---- | ---- | ---- |
| Жителей | 969  | 1180 | 1415 | 1166 | 1029 | 634  | 476  | 334  | 191  |

|  |